# ابروس، کوبا
ابروس، کوبا (به اسپانیایی: Abreus, Cuba) در کوبا است که در استان سینفیوگوس واقع شده‌است.
این شهر توسط کشاورزان ترینیدادی در سال ۱۸۴۰ میلادی تأسیس شد.  

## خصوصیات
ابروس ۵۶۴ کیلومترمربع مساحت و ۳۰٬۳۳۰ نفر جمعیت دارد و ۶۰ متر بالاتر از سطح دریا واقع شده‌است.